# Nu flyger vi ännu högre
Nu flyger vi ännu högre (engelska: Airplane II: The Sequel i USA, Flying High II: The Sequel i Australien, Nya Zeeland, Sydafrika, Japan och Filippinerna) är en parodifilm från 1982 och uppföljaren till Titta vi flyger 1980.
Regissörerna för föregångaren (Jim Abrahams, David Zucker och Jerry Zucker) var inte involverade i denna film.

## Rollista
| Robert Hays         | – Ted Striker                   |
| Julie Hagerty       | – Elaine Dickinson              |
| Lloyd Bridges       | – Steve McCroskey               |
| Chad Everett        | – Simon Kurtz                   |
| Peter Graves        | – Captain Clarence Oveur        |
| Rip Torn            | – Bud Kruger                    |
| John Dehner         | – The Commissioner              |
| Chuck Connors       | – The Sarge                     |
| Richard Jaeckel     | – Controller #2                 |
| Stephen Stucker     | – Jacobs / Courtroom Clerk      |
| Kent McCord         | – Unger                         |
| James A. Watson Jr. | – Dunn                          |
| Wendy Phillips      | – Mary                          |
| Laurene Landon      | – Testa                         |
| Sonny Bono          | – The Bomber ('Joe Seluchi')    |
| William Shatner     | – Commander Buck Murdock        |
| Raymond Burr        | – The Judge                     |
| John Vernon         | – Dr. Stone                     |
| James Noble         | – Father O'Flanagan             |
| John Larch          | – Prosecuting Attorney          |
| Lee Bryant          | – Mrs. Hammen                   |
| Oliver Robins       | – Jimmy Wilson                  |
| David Paymer        | – Court photographer            |
| Rick Overton        | – Clerk                         |
| Leon Askin          | – Moscow anchorman              |
| Art Fleming         | – Game Show Host                |
| Frank Ashmore       | – Controller #3                 |
| Pat Sajak           | – Buffalo anchorman             |
| Louise Sorel        | – Nurse                         |
| Sandahl Bergman     | – Officer #1 (Lieutenant White) |
| Michael Currie      | – Businessman #1                |
| Lee Patterson       | – Phoenix Six Captain           |
| Jack Jones          | – Lounge Singer                 |
| Herve Villechaize   | – Little Breather               |

## Kritik
På Rotten Tomatoes fick filmen 42 % i 19 recensioner och 48/100 poäng i 9 samlade recensioner på Metacritic

### Fotnoter
1. ↑  ”Airplane II: The Sequel”. PowerGird. Arkiverad från originalet den 8 maj 2016. https://web.archive.org/web/20160508061428/http://powergrid.thewrap.com/project/airplane-ii-sequel. Läst 4 april 2013.
2. ↑  ”Airplane 2 - The Sequel (1982)”. Rotten Tomatoes. Fandango. https://www.rottentomatoes.com/m/airplane_2_the_sequel/. Läst 3 juli 2018.
3. ↑  ”Airplane II: The Sequel Reviews”. Metacritic. CBS Interactive. http://www.metacritic.com/movie/airplane-ii-the-sequel. Läst 3 juli 2018.